# Albrecht III (książę Bawarii)
Albrecht III Dobrotliwy, niem. Albrecht III. der Gütige (ur. 27 marca 1401 w Monachium, zm. 29 lutego 1460 tamże) – książę Bawarii-Monachium od 1438 r. z dynastii Wittelsbachów.

## Życiorys
Albrecht III był synem księcia bawarskiego Ernesta oraz Elżbiety, córki Barnaby Viscontiego z Mediolanu. W 1432 r. najprawdopodobniej zawarł w tajemnicy małżeństwo z Agnes Bernauer, co spowodowało niepewność co do jego sukcesji tronu. Opuścił wówczas ojca, Agnes jednak zginęła w 1435 r. (zamordowana na rozkaz ojca Albrechta). W 1438 r. po śmierci ojca przejął księstwo Bawarii-Monachium, mimo sprzeciwów niektórych krewnych. W 1440 r. odrzucił koronę czeską, którą ofiarowały mu stany czeskie, później blisko współpracował z królem Jerzym z Podiebradów. Zajmował się przede wszystkim sprawami wewnętrznymi, spory z innymi władcami starając się rozwiązywać na drodze pokojowej. Z upoważnienia papieża współpracował z Mikołajem z Kuzy przy reformie bawarskich klasztorów. Zatrudniał też wielu innych wybitnych uczonych i artystów swego czasu, położył wielkie zasługi na rzecz rozwoju kultury południowoniemieckiej. Aby zapobiec dalszym podziałom kraju, zadecydował, że po jego śmierci obaj jego najstarsi synowie powinni panować wspólnie.

## Potomkowie
Albrecht III ze swego drugiego małżeństwa (pierwsze pozostało bezdzietne) z Anną, córką Eryka z Brunszwiku-Grubenhagen miał siedmioro dzieci, w tym m.in.:
- Jana IV (ur. 1437, zm. 1463), księcia bawarskiego na Monachium,
- Zygmunta (ur. 1439, zm. 1501), księcia bawarskiego na Monachium,
- Albrechta IV Mądrego (ur. 1447, zm. 1508), księcia bawarskiego na Monachium,
- Małgorzatę (ur. 1442, zm. 1479), żonę margrabiego Mantui Fryderyka I,
- Elżbietę (ur. 1443, zm. 1484), żonę elektora saskiego Ernesta.

Posiadał też liczne dzieci ze związków nieformalnych.